# Elisabeth Berglund
Elisabeth Berglund, född 26 maj 1949 i Timrå är en svensk före detta simmare. Hon tävlade i Olympiska spelen i Mexiko 1968.  Hon tog 1970 EM-brons i lagkapp 4x100 meter frisim i Barcelona, tillsammans med  Gunilla Jonsson, Anita Zarnowiecki och Eva Andersson.
Elisabeth Berglund var Medelpads Lucia 1965,  och Sveriges Lucia 1968. Hon är styrelseledamot i Svenska Skidförbundet.

## Meritlista
- Guld på 400 meter medley vid SM 1965
- Guld på 200 meter frisim vid kortbane-SM 1967[5]
- Semifinal 100 meter frisim vid OS i Mexiko 1968
- Brons i lagkapp 4x100 meter frisim vid EM 1970